# Gronów (gromada)
Gronów – dawna gromada, czyli najmniejsza jednostka podziału terytorialnego Polskiej Rzeczypospolitej Ludowej w latach 1954–1972.
Gromady, z gromadzkimi radami narodowymi (GRN) jako organami władzy najniższego stopnia na wsi, funkcjonowały od reformy reorganizującej administrację wiejską przeprowadzonej jesienią 1954 do momentu ich zniesienia z dniem 1 stycznia 1973, tym samym wypierając organizację gminną w latach 1954–1972.
Gromadę Gronów z siedzibą GRN w Gronowie utworzono – jako jedną z 8759 gromad na obszarze Polski – w powiecie zgorzeleckim w woj. wrocławskim, na mocy uchwały nr 34/54 WRN we Wrocławiu z dnia 2 października 1954. W skład jednostki weszły obszary dotychczasowych gromad Gronów, Bielawa Górna, Strzelno, Przesieczany i Sławnikowice ze zniesionej gminy Dłużyna (Dolna) w tymże powiecie. Dla gromady ustalono 14 członków gromadzkiej rady narodowej.
1 stycznia 1960 gromadę zniesiono, a jej główny obszar (wsie Gronów, Przesieczany i Sławnikowice) włączono do nowo utworzonej gromady Żarska Wieś, natomiast wsie Bielawa Górna i Strzelno włączono do gromady Czerwona Woda – w tymże powiecie.